# Collegio elettorale di Cittadella (Senato della Repubblica)
Il collegio di Cittadella fu un collegio elettorale uninominale della Repubblica Italiana appartenente alla circoscrizione Veneto; fu utilizzato per eleggere un senatore della Repubblica dalla I alla XIV legislatura, sebbene con forme diverse e sistemi elettorali diversi.

## Storia
Il collegio venne creato nel 1948 secondo la legge n. 29 del 6 febbraio 1948 la quale, pur basandosi sull'impianto proporzionale in vigore per la Camera, rispetto a quest'ultima conteneva alcuni piccoli correttivi in senso maggioritario. Tale legge ebbe il suo definitivo perfezionamento col Testo Unico n°361 del 1957. Differentemente dalla Camera, la legge elettorale del Senato si articolava su base regionale, seguendo il dettato costituzionale (art.57). Ogni Regione era suddivisa in tanti collegi uninominali quanti erano i seggi ad essa assegnati. All'interno di ciascun collegio, veniva eletto il candidato che avesse raggiunto il quorum del 65% delle preferenze: tale soglia, oggettivamente di difficilissimo conseguimento, tradiva l'impianto proporzionale su cui era concepito anche il sistema elettorale della Camera Alta. Qualora, come normalmente avveniva, nessun candidato avesse conseguito l'elezione, i voti di tutti i candidati venivano raggruppati in liste di partito a livello regionale, dove i seggi venivano allocati utilizzando il metodo D'Hondt delle maggiori medie statistiche e quindi, all'interno di ciascuna lista, venivano dichiarati eletti i candidati con le migliori percentuali di preferenza.
Nel 1993, con la cosiddetta Legge Mattarella (Legge n. 276, Norme per l'elezione del Senato della Repubblica), attuata in seguito al referendum abrogativo del 1993, venne istituito per la Camera dei deputati e per il Senato della Repubblica un sistema di elezione misto, in parte maggioritario e in parte proporzionale. Il 75% dei parlamentari dell'assemblea veniva eletto in collegi uninominali tramite sistema maggioritario a turno unico; il restante 25% al Senato veniva eletto tramite recupero proporzionale dei più votati non eletti attraverso un meccanismo di calcolo denominato "scorporo", cioè sottraendo dal conteggio dei voti totali di una lista nella parte proporzionale i voti ottenuti dai candidati collegati alla medesima lista che erano eletti nei collegi uninominali con il sistema maggioritario.
Il collegio venne abolito insieme a tutti gli altri che costituivano il Senato con la promulgazione della legge elettorale successiva, la cosiddetta Legge Calderoli. Questa prevedeva un sistema proporzionale con premio di maggioranza, che al Senato veniva attribuito a livello regionale.

## 1948-1993

### Territorio
Il collegio di Cittadella era uno dei 19 collegi uninominali in cui era suddiviso il Veneto; era interamente compreso nella provincia di Padova e comprendeva i seguenti comuni: Abano Terme, Battaglia Terme, Borgoricco, Cadoneghe, Campo San Martino, Campodarsego, Campodoro, Camposampiero, Carmignano di Brenta, Cervarese Santa Croce, Cittadella, Curtarolo, Fontaniva, Galliera Veneta, Galzignano Terme, Gazzo, Grantorto, Limena, Mestrino, Montegrotto Terme, Noventa Padovana, Piazzola sul Brenta, Rovolon, Rubano, Saccolongo, San Giorgio delle Pertiche, San Martino di Lupari, San Pietro in Gu, Santa Giustina in Colle, Selvazzano Dentro, Teolo, Tombolo, Veggiano, Vigodarzere, Vigonza, Villa del Conte e Villafranca Padovana.

### Dati elettorali

#### I legislatura
|                               | Stanislao Ceschi ✔️ Eletto | Democrazia Cristiana        | 77 978  | 76,52 |  |  |  |  |  |
|                               | Umberto Morale             | Fronte Democratico Popolare | 12 915  | 12,67 |  |  |  |  |  |
|                               | Antonio Cavinato           | Unità Socialista            | 8 561   | 8,40  |  |  |  |  |  |
|                               | Giuseppe Gola              | Indipendente                | 2 446   | 2,40  |  |  |  |  |  |
| Totale                        | Totale                     | Totale                      | 101 900 | 100   |  |  |  |  |  |
|                               |                            |                             |         |       |  |  |  |  |  |
| Voti non validi               | Voti non validi            | Voti non validi             | 4 266   | 4,02  |  |  |  |  |  |
| Votanti                       | Votanti                    | Votanti                     | 106 166 | 95,69 |  |  |  |  |  |
| Elettori                      | Elettori                   | Elettori                    | 110 946 |       |  |  |  |  |  |
|                               |                            |                             |         |       |  |  |  |  |  |
| Data: 18 aprile 1948          |                            |                             |         |       |  |  |  |  |  |
| Fonte: Ministero dell'interno |                            |                             |         |       |  |  |  |  |  |

#### II legislatura
|                               | Stanislao Ceschi ✔️ Eletto | Democrazia Cristiana                    | 74 884  | 70,66 |  |  |  |  |  |
|                               | Virginio Benetti           | Partito Comunista Italiano              | 10 475  | 9,88  |  |  |  |  |  |
|                               | Mariano Tessari            | Partito Socialista Italiano             | 7 061   | 6,66  |  |  |  |  |  |
|                               | Balbino Del Nunzio         | Partito Socialista Democratico Italiano | 4 970   | 4,69  |  |  |  |  |  |
|                               | Etelvoldo Pascolini        | Partito Nazionale Monarchico            | 3 478   | 3,28  |  |  |  |  |  |
|                               | Andrea Emo Capodilista     | Movimento Sociale Italiano              | 2 338   | 2,21  |  |  |  |  |  |
|                               | Devido Greppi              | Partito Liberale Italiano               | 1 567   | 1,48  |  |  |  |  |  |
|                               | Diego Valeri               | Unità Popolare                          | 518     | 0,49  |  |  |  |  |  |
|                               | Odoardo Masini             | Partito Repubblicano Italiano           | 389     | 0,37  |  |  |  |  |  |
|                               | Giovanni Battista Granza   | Alleanza Democratica Nazionale          | 292     | 0,28  |  |  |  |  |  |
| Totale                        | Totale                     | Totale                                  | 105 972 | 100   |  |  |  |  |  |
|                               |                            |                                         |         |       |  |  |  |  |  |
| Voti non validi               | Voti non validi            | Voti non validi                         | 4 615   | 4,17  |  |  |  |  |  |
| Votanti                       | Votanti                    | Votanti                                 | 110 587 | 96,40 |  |  |  |  |  |
| Elettori                      | Elettori                   | Elettori                                | 114 721 |       |  |  |  |  |  |
|                               |                            |                                         |         |       |  |  |  |  |  |
| Data: 7 giugno 1953           |                            |                                         |         |       |  |  |  |  |  |
| Fonte: Ministero dell'interno |                            |                                         |         |       |  |  |  |  |  |

#### III legislatura
|                               | Stanislao Ceschi ✔️ Eletto | Democrazia Cristiana                                      | 78 237  | 70,92 |  |  |  |  |  |
|                               | Mariano Tessari            | Partito Socialista Italiano                               | 11 871  | 10,76 |  |  |  |  |  |
|                               | Virgilio Benetti           | Partito Comunista Italiano                                | 8 460   | 7,67  |  |  |  |  |  |
|                               | Pio Bruno Daminato         | Partito Socialista Democratico Italiano                   | 5 268   | 4,78  |  |  |  |  |  |
|                               | Alberto Gasparini          | Partito Liberale Italiano                                 | 2 929   | 2,66  |  |  |  |  |  |
|                               | Giuseppe Pasquali          | Partito Nazionale Monarchico - Movimento Sociale Italiano | 2 559   | 2,32  |  |  |  |  |  |
|                               | Armando Odenigo            | Partito Monarchico Popolare                               | 988     | 0,90  |  |  |  |  |  |
| Totale                        | Totale                     | Totale                                                    | 110 312 | 100   |  |  |  |  |  |
|                               |                            |                                                           |         |       |  |  |  |  |  |
| Voti non validi               | Voti non validi            | Voti non validi                                           | 4 293   | 3,75  |  |  |  |  |  |
| Votanti                       | Votanti                    | Votanti                                                   | 114 605 | 96,59 |  |  |  |  |  |
| Elettori                      | Elettori                   | Elettori                                                  | 118 655 |       |  |  |  |  |  |
|                               |                            |                                                           |         |       |  |  |  |  |  |
| Data: 25 maggio 1958          |                            |                                                           |         |       |  |  |  |  |  |
| Fonte: Ministero dell'interno |                            |                                                           |         |       |  |  |  |  |  |

#### IV legislatura
|                               | Stanislao Ceschi ✔️ Eletto | Democrazia Cristiana                    | 79 461  | 68,81 |  |  |  |  |  |
|                               | Emilio Pegoraro            | Partito Comunista Italiano              | 11 685  | 10,12 |  |  |  |  |  |
|                               | A. Cecchinato              | Partito Socialista Italiano             | 10 581  | 9,16  |  |  |  |  |  |
|                               | M. Pennestre               | Partito Socialista Democratico Italiano | 6 910   | 5,98  |  |  |  |  |  |
|                               | G. De Lucchi               | Partito Liberale Italiano               | 4 341   | 3,76  |  |  |  |  |  |
|                               | C. De Paoli                | MSI - PDIUM                             | 2 494   | 2,16  |  |  |  |  |  |
| Totale                        | Totale                     | Totale                                  | 115 472 | 100   |  |  |  |  |  |
|                               |                            |                                         |         |       |  |  |  |  |  |
| Voti non validi               | Voti non validi            | Voti non validi                         | 5 443   | 4,50  |  |  |  |  |  |
| Votanti                       | Votanti                    | Votanti                                 | 120 915 | 96,68 |  |  |  |  |  |
| Elettori                      | Elettori                   | Elettori                                | 125 070 |       |  |  |  |  |  |
|                               |                            |                                         |         |       |  |  |  |  |  |
| Data: 28 aprile 1963          |                            |                                         |         |       |  |  |  |  |  |
| Fonte: Ministero dell'interno |                            |                                         |         |       |  |  |  |  |  |

#### V legislatura
|                               | Luigi Carraro ✔️ Eletto | Democrazia Cristiana          | 84 877  | 68,13 |  |  |  |  |  |
|                               | C. Pastorello           | PCI - PSIUP                   | 17 897  | 14,36 |  |  |  |  |  |
|                               | A. Campadello           | PSI-PSDI Unificati            | 13 701  | 11,00 |  |  |  |  |  |
|                               | U. Braccio              | Partito Liberale Italiano     | 4 708   | 3,78  |  |  |  |  |  |
|                               | L. Ruffato              | MSI - PDIUM                   | 2 586   | 2,08  |  |  |  |  |  |
|                               | S. Zemella              | Partito Repubblicano Italiano | 819     | 0,66  |  |  |  |  |  |
| Totale                        | Totale                  | Totale                        | 124 588 | 100   |  |  |  |  |  |
|                               |                         |                               |         |       |  |  |  |  |  |
| Voti non validi               | Voti non validi         | Voti non validi               | 6 130   | 4,69  |  |  |  |  |  |
| Votanti                       | Votanti                 | Votanti                       | 130 718 | 96,92 |  |  |  |  |  |
| Elettori                      | Elettori                | Elettori                      | 134 876 |       |  |  |  |  |  |
|                               |                         |                               |         |       |  |  |  |  |  |
| Data: 19 maggio 1968          |                         |                               |         |       |  |  |  |  |  |
| Fonte: Ministero dell'interno |                         |                               |         |       |  |  |  |  |  |

#### VI legislatura
|                               | Luigi Carraro ✔️ Eletto | Democrazia Cristiana                    | 91 119  | 67,40 |  |  |  |  |  |
|                               | Emilio Pegoraro         | PCI - PSIUP                             | 18 892  | 13,97 |  |  |  |  |  |
|                               | A. Devecchi             | Partito Socialista Italiano             | 9 039   | 6,69  |  |  |  |  |  |
|                               | E. Grillo               | Partito Socialista Democratico Italiano | 6 537   | 4,84  |  |  |  |  |  |
|                               | C. Andretta             | Partito Liberale Italiano               | 3 967   | 2,93  |  |  |  |  |  |
|                               | G. Gasparini            | Movimento Sociale Italiano              | 3 899   | 2,88  |  |  |  |  |  |
|                               | Oddo Biasini            | Partito Repubblicano Italiano           | 1 745   | 1,29  |  |  |  |  |  |
| Totale                        | Totale                  | Totale                                  | 135 198 | 100   |  |  |  |  |  |
|                               |                         |                                         |         |       |  |  |  |  |  |
| Voti non validi               | Voti non validi         | Voti non validi                         | 5 542   | 3,94  |  |  |  |  |  |
| Votanti                       | Votanti                 | Votanti                                 | 140 740 | 97,20 |  |  |  |  |  |
| Elettori                      | Elettori                | Elettori                                | 144 801 |       |  |  |  |  |  |
|                               |                         |                                         |         |       |  |  |  |  |  |
| Data: 7 maggio 1972           |                         |                                         |         |       |  |  |  |  |  |
| Fonte: Ministero dell'interno |                         |                                         |         |       |  |  |  |  |  |

#### VII legislatura
|                               | Luigi Carraro ✔️ Eletto | Democrazia Cristiana                    | 96 368  | 65,93 |  |  |  |  |  |
|                               | Emilio Pegoraro         | Partito Comunista Italiano              | 25 682  | 17,57 |  |  |  |  |  |
|                               | Francesco Lai           | Partito Socialista Italiano             | 10 505  | 7,19  |  |  |  |  |  |
|                               | Emanuele Matteotti      | Partito Socialista Democratico Italiano | 5 052   | 3,46  |  |  |  |  |  |
|                               | Ermanno Valsecchi       | Movimento Sociale Italiano              | 3 464   | 2,37  |  |  |  |  |  |
|                               | Sergio Volta            | Partito Repubblicano Italiano           | 2 910   | 1,99  |  |  |  |  |  |
|                               | Luigi Vasoin            | Partito Liberale Italiano               | 1 394   | 0,95  |  |  |  |  |  |
|                               | Luigi Toaldo            | Partito Radicale                        | 789     | 0,54  |  |  |  |  |  |
| Totale                        | Totale                  | Totale                                  | 146 164 | 100   |  |  |  |  |  |
|                               |                         |                                         |         |       |  |  |  |  |  |
| Voti non validi               | Voti non validi         | Voti non validi                         | 4 963   | 3,28  |  |  |  |  |  |
| Votanti                       | Votanti                 | Votanti                                 | 151 127 | 96,83 |  |  |  |  |  |
| Elettori                      | Elettori                | Elettori                                | 156 070 |       |  |  |  |  |  |
|                               |                         |                                         |         |       |  |  |  |  |  |
| Data: 20 giugno 1976          |                         |                                         |         |       |  |  |  |  |  |
| Fonte: Ministero dell'interno |                         |                                         |         |       |  |  |  |  |  |

#### VIII legislatura
|                                                                                | Luigi Carraro ✔️ Eletto | Democrazia Cristiana                         | 96 715  | 64,23 |  |  |  |  |  |
|                                                                                | Emilio Pegoraro         | Partito Comunista Italiano                   | 25 944  | 17,23 |  |  |  |  |  |
|                                                                                | Abramo Zago             | Partito Socialista Italiano                  | 10 763  | 7,15  |  |  |  |  |  |
|                                                                                | Mario Di Pietro         | Partito Socialista Democratico Italiano      | 5 907   | 3,92  |  |  |  |  |  |
|                                                                                | M. Furin                | Movimento Sociale Italiano                   | 3 224   | 2,14  |  |  |  |  |  |
|                                                                                | G. Conz                 | Partito Repubblicano Italiano                | 3 134   | 2,08  |  |  |  |  |  |
|                                                                                | G. Danieli Sandroni     | Partito Radicale - Nuova Sinistra Unita      | 2 167   | 1,44  |  |  |  |  |  |
|                                                                                | G. Coen-Giordana        | Partito Liberale Italiano                    | 2 161   | 1,44  |  |  |  |  |  |
|                                                                                | A. F. G. Cipolla        | Costituente di Destra - Democrazia Nazionale | 562     | 0,37  |  |  |  |  |  |
| Totale                                                                         | Totale                  | Totale                                       | 150 577 | 100   |  |  |  |  |  |
|                                                                                |                         |                                              |         |       |  |  |  |  |  |
| Voti non validi                                                                | Voti non validi         | Voti non validi                              | 6 552   | 4,17  |  |  |  |  |  |
| Votanti                                                                        | Votanti                 | Votanti                                      | 157 129 | 95,47 |  |  |  |  |  |
| Elettori                                                                       | Elettori                | Elettori                                     | 164 583 |       |  |  |  |  |  |
|                                                                                |                         |                                              |         |       |  |  |  |  |  |
| Nota: quorum del 65% non raggiunto; ripartizione dei seggi a livello regionale |                         |                                              |         |       |  |  |  |  |  |
| Data: 3 giugno 1979                                                            |                         |                                              |         |       |  |  |  |  |  |
| Fonte: Ministero dell'interno                                                  |                         |                                              |         |       |  |  |  |  |  |

#### IX legislatura
|                                                                                | Nicolò Lipari ✔️ Eletto   | Democrazia Cristiana                    | 85 041  | 54,73 |  |  |  |  |  |
|                                                                                | Danilo Sante Riello       | Partito Comunista Italiano              | 26 180  | 16,85 |  |  |  |  |  |
|                                                                                | Abramo Zago               | Partito Socialista Italiano             | 12 028  | 7,74  |  |  |  |  |  |
|                                                                                | Maurizio Mistri           | Partito Repubblicano Italiano           | 6 424   | 4,13  |  |  |  |  |  |
|                                                                                | Flavio Contin             | Liga Veneta                             | 5 342   | 3,44  |  |  |  |  |  |
|                                                                                | Mario Di Pietro           | Partito Socialista Democratico Italiano | 5 046   | 3,25  |  |  |  |  |  |
|                                                                                | Alessandro Morbiato       | Movimento Sociale Italiano              | 4 679   | 3,01  |  |  |  |  |  |
|                                                                                | Flaviano Scapin           | Partito Liberale Italiano               | 3 687   | 2,37  |  |  |  |  |  |
|                                                                                | Alessandro Pisani Ceretti | Partito Radicale                        | 2 734   | 1,76  |  |  |  |  |  |
|                                                                                | Gallo Cherubini           | Partito Nazionale Pensionati            | 2 317   | 1,49  |  |  |  |  |  |
|                                                                                | Luigi Pellegrini          | Democrazia Proletaria                   | 1 905   | 1,23  |  |  |  |  |  |
| Totale                                                                         | Totale                    | Totale                                  | 155 383 | 100   |  |  |  |  |  |
|                                                                                |                           |                                         |         |       |  |  |  |  |  |
| Voti non validi                                                                | Voti non validi           | Voti non validi                         | 9 088   | 5,53  |  |  |  |  |  |
| Votanti                                                                        | Votanti                   | Votanti                                 | 164 471 | 93,95 |  |  |  |  |  |
| Elettori                                                                       | Elettori                  | Elettori                                | 175 058 |       |  |  |  |  |  |
|                                                                                |                           |                                         |         |       |  |  |  |  |  |
| Nota: quorum del 65% non raggiunto; ripartizione dei seggi a livello regionale |                           |                                         |         |       |  |  |  |  |  |
| Data: 26 giugno 1983                                                           |                           |                                         |         |       |  |  |  |  |  |
| Fonte: Ministero dell'interno                                                  |                           |                                         |         |       |  |  |  |  |  |

#### X legislatura
|                                                                                | Nicolò Lipari ✔️ Eletto | Democrazia Cristiana                    | 90 623  | 53,48 |  |  |  |  |  |
|                                                                                | E. Armano               | Partito Comunista Italiano              | 26 517  | 15,65 |  |  |  |  |  |
|                                                                                | G. Salmaso              | Partito Socialista Italiano             | 20 084  | 11,85 |  |  |  |  |  |
|                                                                                | G. Fabretto             | Movimento Sociale Italiano              | 4 880   | 2,88  |  |  |  |  |  |
|                                                                                | Lucia Zanarella         | Lista Verde                             | 4 781   | 2,82  |  |  |  |  |  |
|                                                                                | C. Baccioli             | Liga Veneta-Pensionati Uniti            | 4 558   | 2,69  |  |  |  |  |  |
|                                                                                | C. E. Viero             | Partito Repubblicano Italiano           | 4 331   | 2,56  |  |  |  |  |  |
|                                                                                | G. Callio               | Partito Socialista Democratico Italiano | 4 139   | 2,44  |  |  |  |  |  |
|                                                                                | G. Fanchin              | Partito Radicale                        | 3 835   | 2,26  |  |  |  |  |  |
|                                                                                | P. G. Cevese            | Partito Liberale Italiano               | 3 023   | 1,78  |  |  |  |  |  |
|                                                                                | A. Levi Sandri          | Democrazia Proletaria                   | 2 391   | 1,41  |  |  |  |  |  |
|                                                                                | D. Antonini Carretti    | Alleanza Popolare Pensionati            | 300     | 0,18  |  |  |  |  |  |
| Totale                                                                         | Totale                  | Totale                                  | 169 462 | 100   |  |  |  |  |  |
|                                                                                |                         |                                         |         |       |  |  |  |  |  |
| Voti non validi                                                                | Voti non validi         | Voti non validi                         | 8 682   | 4,87  |  |  |  |  |  |
| Votanti                                                                        | Votanti                 | Votanti                                 | 178 144 | 94,58 |  |  |  |  |  |
| Elettori                                                                       | Elettori                | Elettori                                | 188 361 |       |  |  |  |  |  |
|                                                                                |                         |                                         |         |       |  |  |  |  |  |
| Nota: quorum del 65% non raggiunto; ripartizione dei seggi a livello regionale |                         |                                         |         |       |  |  |  |  |  |
| Data: 14 giugno 1987                                                           |                         |                                         |         |       |  |  |  |  |  |
| Fonte: Ministero dell'interno                                                  |                         |                                         |         |       |  |  |  |  |  |

#### XI legislatura
|                                                                                | Maurizio Creuso ✔️ Eletto  | Democrazia Cristiana                    | 71 963  | 38,60 |  |  |  |  |  |
|                                                                                | Luciano Gasperini          | Lega Lombarda                           | 28 938  | 15,52 |  |  |  |  |  |
|                                                                                | Alessandra Baldan Pancheri | Partito Democratico della Sinistra      | 17 551  | 9,41  |  |  |  |  |  |
|                                                                                | Renato Segna               | Partito Socialista Italiano             | 15 760  | 8,45  |  |  |  |  |  |
|                                                                                | Angelo Brichese            | Lega Autonomia Veneta                   | 9 895   | 5,31  |  |  |  |  |  |
|                                                                                | Maurizio Mistri            | Partito Repubblicano Italiano           | 6 579   | 3,53  |  |  |  |  |  |
|                                                                                | Maria Rosa Vittadini       | Federazione dei Verdi                   | 5 647   | 3,03  |  |  |  |  |  |
|                                                                                | Oreste Tessari             | Partito della Rifondazione Comunista    | 5 258   | 2,82  |  |  |  |  |  |
|                                                                                | Giovanni Franco Viero      | Movimento Sociale Italiano              | 5 196   | 2,79  |  |  |  |  |  |
|                                                                                | Umberto Vecchiato          | Movimento Veneto Regione Autonoma       | 4 878   | 2,62  |  |  |  |  |  |
|                                                                                | Otello Frigo               | Partito Liberale Italiano               | 3 403   | 1,83  |  |  |  |  |  |
|                                                                                | Sergio Cortese             | Union Veneto                            | 2 889   | 1,55  |  |  |  |  |  |
|                                                                                | Rodolfo Bettiol            | Sì Referendum                           | 1 981   | 1,06  |  |  |  |  |  |
|                                                                                | Costantino De Luca         | Partito Socialista Democratico Italiano | 1 958   | 1,05  |  |  |  |  |  |
|                                                                                | Carmela Di Rocco           | Verdi Federalisti                       | 1 503   | 0,81  |  |  |  |  |  |
|                                                                                | Gian Paolo Casarotto       | Caccia Pesca Ambiente                   | 1 457   | 0,78  |  |  |  |  |  |
|                                                                                | Angelo Marchesi            | Partito Pensionati                      | 1 401   | 0,75  |  |  |  |  |  |
|                                                                                | Luigi Corrà                | Federalismo - Pensionati Uomini Vivi    | 186     | 0,10  |  |  |  |  |  |
| Totale                                                                         | Totale                     | Totale                                  | 186 443 | 100   |  |  |  |  |  |
|                                                                                |                            |                                         |         |       |  |  |  |  |  |
| Voti non validi                                                                | Voti non validi            | Voti non validi                         | 9 145   | 4,68  |  |  |  |  |  |
| Votanti                                                                        | Votanti                    | Votanti                                 | 195 588 | 93,40 |  |  |  |  |  |
| Elettori                                                                       | Elettori                   | Elettori                                | 209 411 |       |  |  |  |  |  |
|                                                                                |                            |                                         |         |       |  |  |  |  |  |
| Nota: quorum del 65% non raggiunto; ripartizione dei seggi a livello regionale |                            |                                         |         |       |  |  |  |  |  |
| Data: 5 aprile 1992                                                            |                            |                                         |         |       |  |  |  |  |  |
| Fonte: Ministero dell'interno                                                  |                            |                                         |         |       |  |  |  |  |  |

## 1993-2005

### Territorio
Il collegio di Cittadella era uno dei 17 collegi uninominali in cui era suddiviso il Veneto; come previsto dal D.Lgs. del 20 dicembre 1993 n. 535, era interamente compreso nella provincia di Padova e comprendeva i seguenti comuni: Borgoricco, Cadoneghe, Campo San Martino, Campodarsego, Campodoro, Camposampiero, Carmignano di Brenta, Cervarese Santa Croce, Cittadella, Curtarolo, Fontaniva, Galliera Veneta, Gazzo, Grantorto, Limena, Loreggia, Massanzago, Mestrino, Noventa Padovana, Piazzola sul Brenta, Piombino Dese, Rovolon, Saccolongo, San Giorgio delle Pertiche, San Giorgio in Bosco, San Martino di Lupari, San Pietro in Gu, Santa Giustina in Colle, Teolo, Tombolo, Trebaseleghe, Veggiano, Vigodarzere, Vigonza, Villa del Conte, Villafranca Padovana e Villanova di Camposampiero.

### Eletti
| Elezione | Elezione | Senatore                           | Partito                 |
| -------- | -------- | ---------------------------------- | ----------------------- |
|          | 1994     | Maria Elisabetta Alberti Casellati | Polo delle Libertà (FI) |
|          | 1996     | Luciano Gasperini                  | Lega Nord               |
|          | 2001     | Antonio Gianfranco Vanzo           | Casa delle Libertà (LN) |

### Dati elettorali

#### XII legislatura
|                               | Maria Elisabetta Alberti Casellati ✔️ Eletta | Polo delle Libertà                | 70 207  | 43,17 |  |  |  |  |  |
|                               | Tino Bedin ✔️ Eletto                         | Patto per l'Italia                | 37 365  | 22,98 |  |  |  |  |  |
|                               | Dino Cavinato                                | Progressisti                      | 28 265  | 17,38 |  |  |  |  |  |
|                               | Gabriella Tornaboni                          | Alleanza Nazionale                | 10 390  | 6,39  |  |  |  |  |  |
|                               | Pietro Giovannoni                            | Lega Autonomia Veneta             | 8 997   | 5,53  |  |  |  |  |  |
|                               | Umberto Vecchiato                            | Movimento Veneto Regione Autonoma | 5 864   | 3,61  |  |  |  |  |  |
|                               | Laura Begalli                                | Partito della Legge Naturale      | 1 523   | 0,94  |  |  |  |  |  |
| Totale                        | Totale                                       | Totale                            | 162 611 | 100   |  |  |  |  |  |
|                               |                                              |                                   |         |       |  |  |  |  |  |
| Voti non validi               | Voti non validi                              | Voti non validi                   | 10 665  | 6,15  |  |  |  |  |  |
| Votanti                       | Votanti                                      | Votanti                           | 173 276 | 80,35 |  |  |  |  |  |
| Elettori                      | Elettori                                     | Elettori                          | 215 641 |       |  |  |  |  |  |
|                               |                                              |                                   |         |       |  |  |  |  |  |
| Data: 27-28 marzo 1994        |                                              |                                   |         |       |  |  |  |  |  |
| Fonte: Ministero dell'interno |                                              |                                   |         |       |  |  |  |  |  |

#### XIII legislatura
|                               | Luciano Gasperini ✔️ Eletto        | Lega Nord                          | 56 707  | 33,96 |  |  |  |  |  |
|                               | Maria Elisabetta Alberti Casellati | Polo per le Libertà                | 52 196  | 31,26 |  |  |  |  |  |
|                               | Stelio De Carolis ✔️ Eletto        | L'Ulivo                            | 50 439  | 30,20 |  |  |  |  |  |
|                               | Umberto Doppio                     | Unione Nord Est                    | 4 461   | 2,67  |  |  |  |  |  |
|                               | Giovanni Maria Gardellin           | Movimento Sociale Fiamma Tricolore | 1 604   | 0,96  |  |  |  |  |  |
|                               | Giorgio Pagan Zecchin              | Mani Pulite                        | 1 593   | 0,95  |  |  |  |  |  |
| Totale                        | Totale                             | Totale                             | 167 000 | 100   |  |  |  |  |  |
|                               |                                    |                                    |         |       |  |  |  |  |  |
| Voti non validi               | Voti non validi                    | Voti non validi                    | 9 270   | 5,26  |  |  |  |  |  |
| Votanti                       | Votanti                            | Votanti                            | 176 270 | 90,54 |  |  |  |  |  |
| Elettori                      | Elettori                           | Elettori                           | 194 685 |       |  |  |  |  |  |
|                               |                                    |                                    |         |       |  |  |  |  |  |
| Data: 21 aprile 1996          |                                    |                                    |         |       |  |  |  |  |  |
| Fonte: Ministero dell'interno |                                    |                                    |         |       |  |  |  |  |  |

#### XIV legislatura
|                               | Antonio Gianfranco Vanzo ✔️ Eletto | Casa delle Libertà                   | 87 006  | 49,54 |  |  |  |  |  |
|                               | Anna Boselli                       | L'Ulivo                              | 53 400  | 30,40 |  |  |  |  |  |
|                               | Michele Munaretto                  | Liga Fronte Veneto                   | 10 768  | 6,13  |  |  |  |  |  |
|                               | Flavio Frasson                     | Democrazia Europea                   | 8 158   | 4,64  |  |  |  |  |  |
|                               | Giulio Civardi                     | Lista Di Pietro                      | 7 660   | 4,36  |  |  |  |  |  |
|                               | Lucio Costa                        | Partito della Rifondazione Comunista | 4 675   | 2,66  |  |  |  |  |  |
|                               | Bruna Geremia                      | Lista Pannella-Bonino                | 3 968   | 2,26  |  |  |  |  |  |
| Totale                        | Totale                             | Totale                               | 175 635 | 100   |  |  |  |  |  |
|                               |                                    |                                      |         |       |  |  |  |  |  |
| Voti non validi               | Voti non validi                    | Voti non validi                      | 9 979   | 5,38  |  |  |  |  |  |
| Votanti                       | Votanti                            | Votanti                              | 185 614 | 87,86 |  |  |  |  |  |
| Elettori                      | Elettori                           | Elettori                             | 211 259 |       |  |  |  |  |  |
|                               |                                    |                                      |         |       |  |  |  |  |  |
| Data: 13 maggio 2001          |                                    |                                      |         |       |  |  |  |  |  |
| Fonte: Ministero dell'interno |                                    |                                      |         |       |  |  |  |  |  |